# ダークナイト
『ダークナイト』（原題: The Dark Knight）は、2008年公開のアメリカ合衆国とイギリス合作のスーパーヒーロー映画。前作『バットマン ビギンズ』の続編で、『ダークナイト・トリロジー』（Dark Knight Trilogy）三部作の第2作目である。クリストファー・ノーランおよびデヴィッド・S・ゴイヤーの原案のもと、ノーランおよびジョナサン・ノーランによる脚本で、監督はノーランが務めた。
DCコミックスの出版するアメリカン・コミック『バットマン』を原作とした実写映画作品。主演はクリスチャン・ベール。
第81回アカデミー賞において8部門（助演男優賞、撮影賞、美術賞、メイクアップ賞、視覚効果賞、音響編集賞、編集賞、録音賞）にノミネートされ、2部門（助演男優賞、音響編集賞）を受賞した。
本作は史上最高のスーパーヒーロー映画の一つ、そして史上最高の映画の一つと考えられており、2009年以降、スティーヴン・ジェイ・シュナイダーの『死ぬまでに観たい映画1001本』に掲載されている。

## 概要
DCコミックスの出版するアメリカン・コミック『バットマン』を原作とした実写映画作品。『バットマン ビギンズ』に続く「ダークナイト・トリロジー」の第2作目。バットマンの実写映画作品としては累計で第6作品目となる。
次のような古典的なコミックブックの物語からインスピレーションを得た。“Batman” #1（1940年）、『バットマン: キリングジョーク』（1988年）、『バットマン: ロングハロウィーン』（1996年）。また、ニックネームの"the Dark Knight"（ダークナイト）はビル・フィンガーによって描かれた“Batman” #1で初めて使用された。
監督はクリストファー・ノーラン、主演はクリスチャン・ベール。「ジョーカー」役のヒース・レジャーは公開前に死去した。親交のある俳優のジョニー・デップ、コリン・ファレル、ジュード・ロウが代役で出演して完成させたテリー・ギリアム監督作『Dr.パルナサスの鏡』を除けば、ヒース・レジャーの遺作となった。
興行的に大成功を収めただけでなく批評家からも絶賛されたにも関わらず、第81回アカデミー賞において作品賞にノミネートされなかった時には大きな波紋を広げた。後に「ダークナイト・トリロジー」の完結編として『ダークナイト ライジング』が制作された。

## あらすじ
素性不明の犯罪者ジョーカーに雇われた、道化師のマスクを被った男たちがゴッサム・シティの銀行を襲う。それぞれの役目を終えた男たちは仲間から殺され、最後に一人だけが残った。マスクを外した男はジョーカー本人で、銀行に預けられていたマフィアの資金を奪って逃走する。
ゴッサム市警のジム・ゴードン警部補は、謎の男バットマンと共に組織犯罪撲滅に尽力していたが、これに新任の地方検事ハービー・デントが協力を申し出る。バットマンの正体である大富豪のブルース・ウェインはハービーとの対話で彼の高潔さに感銘を受け、彼の選挙支援を申し出る。ブルースは堂々と悪と戦うハービーこそがゴッサムの求める真のヒーローであると考え、バットマンの引退を考えていた。ブルースは幼なじみでハービーの同僚であるレイチェル・ドーズに想いを寄せているが、レイチェルの気持ちはブルースとハービーの間で揺れていた。
ジョーカーの犯行からマフィアの隠し資金が警察に露見し、各マフィアのボスが集まって対策を練る中、問題の張本人であるジョーカーが現れる。ジョーカーはマフィア弱体化の原因であるバットマンの殺害を提案し、報酬として全資金の半分を要求して去る。ボスの一人ギャンボルはジョーカーに腹を立てて懸賞金を掛けたが、死体の振りをして運び込まれたジョーカーに切り殺されてしまい、ジョーカーは彼の組織を乗っ取る。ブルースは秘密裏に香港に潜入すると、マフィアの金庫番である中国人実業家ラウを拘束してゴードンに引き渡す。司法取引に応じたラウの供述からゴッサム市警は多くのマフィア構成員を逮捕する。
これがバットマンの力によるものだと悟ったマフィアはジョーカーの提案を受け入れる。ジョーカーはバットマンの真似をしていた男を殺し、バットマンが正体を明かすまで市民を殺し続けると宣言。更にローブ市警本部長、サリロ判事、ハービーの殺害を示唆し、仕掛けた罠でサリロが爆殺、ローブが毒殺される。
続いてジョーカーはブルースが開いたパーティーにハービーを狙って乱入するが、バットマンに阻止される。後日、ジョーカーは「ハービー」と「デント」という別の市民を射殺し、更にゴッサム市長ガルシアの殺害を予告する。ローブ本部長の葬儀式典で警官に扮したジョーカー一味は市長を狙撃するが、市長を庇ったゴードンが凶弾に倒れる。
レイチェルも狙われ、追い詰められたブルースはハービーに後を託して正体を明かそうとするが、翌日の記者会見でハービーは自分がバットマンだと発表する。逮捕されて拘置所に護送されるハービーの車列をジョーカーの乗ったトレーラートラックが襲撃するが、タンブラーで駆けつけたバットマンとの戦闘で襲撃は失敗し、生きていたゴードンによりジョーカーは逮捕される。そしてゴードンは本部長への昇進が決まる。
しかしその晩、ハービーが行方不明となる。バットマンはジョーカーを尋問するが、彼からレイチェルとハービーの二人が誘拐されて別々の場所で窮地に陥っていると聞かされる。ハービー救出をゴードンに任せ、バットマンはレイチェルの監禁場所に急行するが、ジョーカーが教えた監禁場所は逆であり、そこに捕らわれていたのはハービーだった。バットマンはハービーを連れて辛くも建物から脱出するが、直後に建物が爆発し、ハービーは顔の左半分に大火傷を負う。一方レイチェル救出に向かったゴードンは間に合わず、彼女は助からなかった。ジョーカーは一緒に逮捕された部下の腹に埋め込んであった爆弾を爆発させ、警察署は壊滅。ジョーカーは留置場のラウを連れて逃亡する。レイチェルを失い絶望したハービーは顔面への皮膚移植を拒否し、かつての渾名「トゥーフェイス」を具現化した様な姿になっていた。
ジョーカーはマフィアから礼金を受け取っていたが、もともと金に興味の無かったジョーカーはその札束の山にラウを載せたままガソリンを掛けて火を着け、自分がボスであると宣言する。同時刻、バットマンの正体に気付いていたウェイン産業の顧問弁護士リースは、これを公表するためテレビに出演していたが、バットマンがいないと退屈になるとしてジョーカーは発表を止めさせ、病院を爆破されたくなければ60分以内にリースを殺すよう市民に促す。
ゴードンはゴッサムのすべての病院の避難を命じ、テレビ局に集まった群衆からリースを保護する。リースはなおも命を狙われるが、ゴードンと駆けつけたブルースの手で助けられる。ハービーのいる病院では避難の混乱に紛れて看護婦姿のジョーカーが病室に侵入し、ハービーに復讐を焚き付ける。病院から出たジョーカーはその病院を爆破し、人質を乗せたバスで逃亡する。
病院から脱出したハービーはレイチェルの死に関わった人間への復讐を始める。相手を処刑するか否かは、レイチェルの形見となってしまった「幸運のコイン」を使ったコイントスの結果次第。始めに自分の誘拐に加担した刑事ワーツを射殺。ワーツに指示を出したマフィアのボス、マローニは撃たれなかったものの、再度コイントスを行ったハービーはマローニの乗っていた車のドライバーを撃ち、車は道路脇に突っ込んだ。レイチェルの誘拐を手引きした女刑事ラミレスはハービーに脅されてゴードンの家族を呼び出すが、命は助かった。
ジョーカーはテレビを通じてゴッサムの支配を宣言し、従わない市民へ退去を命じるが、橋とトンネルへの「サプライズ」をほのめかし、残りの道は渋滞で脱出はままならない。ゴードンは1隻のフェリーを確保して囚人の移送を図るが、出港後、市民を満載したもう1隻と共に航行不能になる。ジョーカーは両方の船に爆弾を仕掛けた上で、互いの船の起爆装置を残しており、午前0時までに片方が爆破されればもう一方は助けると宣言する。
ジョーカーの通話を傍受したバットマンは潜伏先のビルを特定し、ゴードンに伝えて急行する。ビルの中では病院から行方不明になっていた医師らが人質となっていた。警察に先駆けて突入したバットマンは銃を持ったピエロの正体が縛られている医師であり、ギャングが医師に化けている事に気付く。しかしSWATの突入が始まり、バットマンは人質を守るためにSWATへの応戦を余儀なくされる。やがてSWATもジョーカーの罠に気づき、遂にバットマンはジョーカーを追い詰める。格闘の末ジョーカーがバットマンを組み伏せている状態で0時を迎えるが、フェリーの市民と囚人たちは互いを殺す事を拒否し、爆発は起こらなかった。ジョーカーは失望しつつも自らフェリーの爆破を試みるが、間一髪でバットマンが起爆装置とジョーカーを弾き飛ばす。ビルから落下したジョーカーはバットマンに釣り上げられて助かるが、ジョーカーはハービーこそがゴッサムを絶望させるための切り札だと告げ、駆けつけた警察に引き渡される。
その頃ハービーに呼び出されたゴードンはレイチェルが死んだ建物にいた。ハービーは忠告を受けていながらも部下の内通を放置していたゴードンを許さず、自分と同じ目に会わせるべくゴードンの息子ジミーに銃を向ける。現れたバットマンに対してもハービーは「共に戦った3人のうち自分だけが愛する者を失った不公平さ」を嘆く。”公平な”裁きとして自分たちの命運をコインに委ね、裏が出たバットマンは腹を撃たれて倒れる。ハービーは表を出し、最後にゴードンのコインを投げた時、起き上がったバットマンがハービーに飛び掛かる。バットマンは窓から転落するジミーを助けたが、ハービーは落下し息絶えてしまう。
ゴードンは市民の希望であったハービーが復讐鬼と化した事が知られればジョーカーの狙い通り市民は絶望すると嘆くが、バットマンはその罪を被る事を決める。かくしてハービーはヒーローとして見送られ、バットマンは殺人犯として警察から追われる身となった。
逃げてゆくバットマンを見たジミーが理由を問うと、ゴードンは、今はそうしなければならないと伝え、「彼はヒーローじゃない。沈黙の守護者、我々を見守る監視者。”暗黒の騎士”（ダークナイト）だ」と告げて物語は終わる。

## 登場人物
ブルース・ウェイン / バットマン
演 - クリスチャン・ベール
ゴッサムシティに現れる謎のヒーロー。正体はゴッサムシティの大富豪。レイチェルに恋心を抱いている。
ジョーカー
演 - ヒース・レジャー
指紋やDNAの情報がデータベースにない、顔にピエロのメイクを施した素性不明の犯罪者。手段を選ばない冷酷な性格の用意周到な計画を練る知能犯。銃器の扱いにも長けている。序盤で銀行を襲い、マフィアの金を奪い取る。そして、そのマフィアたちと手を組む。口元に切り裂かれたような傷跡があるが理由は不明。
ハービー・デント / トゥーフェイス
演 - アーロン・エッカート
新任の地方検事。悪と戦う姿勢に感銘を受けるものが多く、ゴッサムのヒーローとしての名声が高い。ブルースも感銘を受けていた。物事を裏表のコインによるトスで決めるパフォーマンスが特徴だが、実は両面が表のダミーコインで結果はいつも決まっている、しかしそのコインは火災により片面が焼けただれ、後のトゥーフェイスの一番のアイテムとなる。唐突に銃を突きつけられても返り討ちにする胆力と腕力を持つ。バットマンへの理解を示している。ジョーカーに捕えられ、倉庫に閉じ込められる。その際に転んで火薬代わりのガソリンを顔の左半分に被り、倉庫が爆発した際に引火し焼けただれてしまう。
レイチェル・ドーズ
演 - マギー・ジレンホール
ブルースの幼馴染。検事。ハービーに思いを寄せる。ジョーカーに攻撃をするなど気が強い。ジョーカーの策略により死亡してしまう。
アルフレッド・ペニーワース
演 - マイケル・ケイン
ウェイン家の執事。一言多いが、本当に人が困っているときには余計なことを言わない善良な人物。
ジェームズ・“ジム”・ゴードン
演 - ゲイリー・オールドマン
ゴッサム市警の警部補。自分の身を挺して他人を守る正義感の持ち主。ジョーカーを捕まえた功績で本部長に昇進する。
ルーシャス・フォックス
演 - モーガン・フリーマン
バットマンのテクノロジーを全面的にサポートする研究開発者。
バーバラ・ゴードン
演 - メリンダ・マックグロウ
ジムの妻。
ジェームズ・“ジミー”・ゴードン・Jr
演 - ネイサン・ギャンブル
ジムとバーバラの息子。
アンソニー・ガルシア
演 - ネスター・カーボネル
ゴッサム市の市長。
ギリアン・B・ローブ
演 - コリン・マクファーレン
市警本部長。ジョーカーにより毒を入れられた飲み物を飲んでしまい死亡。
サリロ
演 - ニディア・ロドリゲス・テラチナ
判事。ジョーカーに乗用車ごと爆破されて殺害される。
アンナ・ラミレス
演 - モニーク・ガブリエラ・カーネン
刑事。入院中の母がいる。バットマンに良い印象を抱いていない。
ジェラルド・スティーブンズ
演 - キース・ザラバッカ
刑事。
マイケル・ワーツ
演 - ロン・ディーン
刑事。ハービーの誘拐に加担したことで後にハービーに殺害される。
ギャンボル
演 - マイケル・ジェイ・ホワイト
マフィアのボス。後にジョーカーによって殺害される。
ドーピー
演 - マイケル・ストヤノフ
物語冒頭で銀行を襲った強盗団の一人。計画の一環で仲間に裏切られて殺される。
グランピー
演 - ダニー・ゴールドリング
物語冒頭で銀行を襲った強盗団の一人。計画の一環で仲間に裏切られて殺される。
ハッピー
演 - ウィリアム・スマイリー
物語冒頭で銀行を襲った強盗団の一人。計画の一環で仲間に裏切られて殺される。
チャクルズ
演 - マシュー・オニール
物語冒頭で銀行を襲った強盗団の一人。計画の一環で仲間に裏切られて殺される。
銀行支店長
演 - ウィリアム・フィクナー
銀行強盗に立ち向かう果敢な人物。しかし返り討ちにあう。マフィアとのつながりが示唆されている。
フリール
演 - パトリック・クリア
裁判長。
サルバトーレ・マローニ
演 - エリック・ロバーツ
ギャングのボス。後にハービーに殺害される。
ラウ
演 - チン・ハン
中国企業のスポンサー。マフィアとのつななりもある。後にジョーカーに焼死させられる。
ナターシャ
演 - ベアトリス・ローゼン
ボリショイバレエ団のプリマドンナ。ブルースとデートをしたことがある。
ブライアン
バットマンの真似をしていた男。
トーマス・シフ
演 - デヴィッド・ダストマルチャン
アーカム病院の元患者。
マイク・エンゲル
演 - アンソニー・マイケル・ホール
コメンテーター。
コールマン・リース
演 - ジョシュア・ハート
ウェイン産業の顧問弁護士。

## キャスト
| 役名                                | 俳優                           | 日本語吹替                                                | 日本語吹替                                                                            |
| 役名                                | 俳優                           | ソフト版                                                  | テレビ朝日版                                                                          |
| ----------------------------------- | ------------------------------ | --------------------------------------------------------- | ------------------------------------------------------------------------------------- |
| ブルース・ウェイン / バットマン     | クリスチャン・ベール           | 檀臣幸                                                    | 藤真秀                                                                                |
| ジョーカー                          | ヒース・レジャー               | 藤原啓治                                                  | 大塚芳忠                                                                              |
| ハービー・デント / トゥーフェイス   | アーロン・エッカート           | 木下浩之                                                  | 井上和彦                                                                              |
| レイチェル・ドーズ                  | マギー・ジレンホール           | 本田貴子                                                  | 岡寛恵                                                                                |
| アルフレッド・ペニーワース          | マイケル・ケイン               | 小川真司                                                  | 糸博                                                                                  |
| ジェームズ・“ジム”・ゴードン        | ゲイリー・オールドマン         | 納谷六朗                                                  | 立木文彦                                                                              |
| ルーシャス・フォックス              | モーガン・フリーマン           | 池田勝                                                    | 坂口芳貞                                                                              |
| バーバラ・ゴードン                  | メリンダ・マックグロウ         | 鵜飼るみ子                                                | 山像かおり                                                                            |
| ジェームズ・“ジミー”・ゴードン・Jr  | ネイサン・ギャンブル           | 武田華                                                    | 小林由美子                                                                            |
| アンソニー・ガルシア市長            | ネスター・カーボネル           | 上田燿司                                                  | 江原正士                                                                              |
| ギリアン・B・ローブ市警本部長       | コリン・マクファーレン         | 石住昭彦                                                  | 楠見尚己                                                                              |
| サリロ判事                          | ニディア・ロドリゲス・テラチナ | 新田万紀子                                                | 桜井ひとみ                                                                            |
| アンナ・ラミレス刑事                | モニーク・ガブリエラ・カーネン | 朴璐美                                                    | 東條加那子                                                                            |
| ジェラルド・スティーブンズ刑事      | キース・ザラバッカ             | 大林隆介                                                  | 金尾哲夫                                                                              |
| マイケル・ワーツ刑事                | ロン・ディーン                 | 遠藤純一                                                  | 楠見尚己                                                                              |
| コールマン・リース                  | ジョシュア・ハート             | 遊佐浩二                                                  | 村治学                                                                                |
| マイク・エンゲル                    | アンソニー・マイケル・ホール   | 樫井笙人                                                  | 内田直哉                                                                              |
| サルバトーレ・マローニ              | エリック・ロバーツ             | 山野井仁                                                  | 佐々木勝彦                                                                            |
| ラウ                                | チン・ハン                     | 伊丸岡篤                                                  | 横堀悦夫                                                                              |
| ギャンボル                          | マイケル・ジェイ・ホワイト     | 楠大典                                                    | 大友龍三郎                                                                            |
| チェチェン人ボス                    | リッチー・コスター             | 土田大                                                    | 斎藤志郎                                                                              |
| ジョナサン・クレイン / スケアクロウ | キリアン・マーフィー           | 遊佐浩二                                                  | 諏訪部順一                                                                            |
| 銀行支店長                          | ウィリアム・フィクナー         | 伊丸岡篤                                                  | 横島亘                                                                                |
| トーマス・シフ                      | デヴィッド・ダストマルチャン   |                                                           |                                                                                       |
| ドーピー                            | マイケル・ストヤノフ           | 遠藤大輔                                                  | 青山穣                                                                                |
| グランピー                          | ダニー・ゴールドリング         | 石住昭彦                                                  | 志村知幸                                                                              |
| ハッピー                            | ウィリアム・スマイリー         | 間宮康弘                                                  | 加藤拓二                                                                              |
| チャクルズ                          | マシュー・オニール             | 原田晃                                                    | 竹田雅則                                                                              |
| ロッシ                              | マイケル・ヴィオー             | 樫井笙人                                                  | 間宮康弘                                                                              |
| ナターシャ                          | ベアトリス・ローゼン           |                                                           | たなか久美                                                                            |
| フリール裁判長                      | パトリック・クリア             | 石住昭彦                                                  | 長克巳                                                                                |
|                                     |                                | 長嶝高士 田坂浩樹 金光宣明 赤池裕美子 千々和竜策 石上裕一 | かぬか光明 下山吉光 織田芙実 岡田恵 中尾一貴 逢笠恵祐 徳本恭敏 坂詰貴之 原田晃 仲野裕 |
| 日本語版制作スタッフ                |                                |                                                           |                                                                                       |
| 演出                                |                                | 岩浪美和                                                  | 鍛治谷功                                                                              |
| 翻訳                                | 石田泰子（日本語字幕）         | 久保喜昭                                                  | 久保喜昭                                                                              |
| 制作                                |                                | HALF H・P STUDIO                                          | ブロードメディア・スタジオ                                                            |
| 初回放送                            |                                |                                                           | 2012年6月24日 21:00～23:24 『日曜洋画劇場』 (本編約120分)                             |

## 撮影

### 撮影場所

#### バットバンカー
白い照明と低い天井が印象的なウェイン産業のバンカーは、イングランド ベッドフォードシャー州のカーディントンスタジオに造られた。このスタジオは1915年に建設された飛行船格納庫を再利用したもので、255m×55m、高さ48mという広大な空間を生かし、過去には「スターウォーズ」(1974)および「ローグ・ワン」(2016)の惑星ヤヴィンの基地、「バットマン ビギンズ」(2005)のゴッサムシティのスラム街やヒマラヤの寺院、「インセプション」（2010）の回転する廊下など大規模なセットに使われてきた。「ダークナイト」の序盤に出てくる香港のガラス張りのビルのセットもここである。
バンカーの長手方向は約60m、天井高さは2.4mあり、白いアクリル板を貼り詰め無数の蛍光灯を取り付けた。格納庫には飛行船を吊るための巨大な懸架装置があるが、この天井を吊るのは難しいため専用の鉄骨のフレームが造られた。

#### ゴッサム総合病院の爆破
病院の爆破シーンは、シカゴ市街から西へ10キロのブラッチズキャンディー(Brach's candy)の事務所棟を利用した。老朽化のため近く解体される予定だった建物で、撮影前に外観を改装し周辺のアスファルト舗装や芝生を整備した。
撮影の数ヶ月前からカメラの動線や爆発のタイミングをCGでシミュレーションしたり、近くを通るユニオン・パシフィック鉄道とメトラと運行時間の打合せを行うなど綿密な準備が進められた。撮影当日は朝から12回ほどリハーサルを重ね、本番の2時間前から待機した。午後2時過ぎ、列車が通過した直後に本番をスタートし、約5分間カメラを回し続けた。最初は見せかけの小爆発が続き、ジョーカーがスクールバスに乗り込むと爆破解体のための本格的な爆発が始まった。ジョーカーが乗り込むバスの窓には破片が飛び込まないようにポリカーボネート板が張られた。
映画が公開されて間もない頃、『途中で点火に失敗したためヒース・レジャーが即興で慌てるジョーカーを演じた』という噂が広まったが、これは全くの誤りである。「ジョーカーが病院を出てビルが倒壊するまでをワンショットで撮ろう」と言い出したのはヒース・レジャーだった。そこで特殊効果担当のクリス・コーボールドは、レジャーがバスに乗り安全に現場を離れる時間を作るため、わざと間を置いてプログラムしたのだった。現場を見ていたノーラン監督によると「信じられないほど正確だった」という。

### スタントシーン

#### カーチェイス
カーチェイスはシカゴ川沿いのワッカードライブの下層階(ロウワー・ワッカーDr.)で行われた。シカゴ中心部にあり夜になると交通量がほとんどなくなるため全面封鎖するのはさほど困難ではなかった。カーチェイスのほとんどがここで撮影されているが、バットモービルが道路の側壁に衝突するなどの一部のシーンはイギリスのカーディントンスタジオに作られた原寸大セットで行われている。
バットモービルと清掃車が正面衝突するシーンは、マリナデルレイで特殊効果を専門とする「ニューディール」が製作した3分の1スケールのミニチュア模型である。バットモービルは前作「バットマン ビギンズ」で使用したFRP製のミニチュアを修理し、リモートコントロールの操舵装置をアップグレードして再使用した。
スタジオに作られたワッカードライブのミニチュア模型は全長32mあり、フェンスや標識なども精密に再現された。路面の下には車とカメラを動かすためのレールが敷設されており、ケーブルカーと似た仕組みで車を走らせた。2台の車はレールを走る滑車に引っ張られながら接近し、衝突の3m手前で清掃車をレールから解放して惰性で走行させ、そのままバットモービルと正面衝突した。清掃車は潰れながら数メートル押し戻され、次にバットモービルをレールから解放しリモートコントロールでスピンターンさせた。撮影は2テイク行われたが1回目が採用された。レールの溝はCGで消去した。

#### トレーラーの宙返り
特殊効果担当のクリス・コーボールドは、本物の18輪トレーラーが市街地で宙返りするシーンを撮りたいという無理難題をノーラン監督から要求された。しかもノーランが撮影場所に選んだシカゴのラサールst.は両側に銀行などが建ち並ぶ幅員が狭い通りである。コーボールドは「もう少し小さめのトラックにするとか、トレーラーの一部が吹き飛ぶようにしてはどうか」と相談したのだがノーランは譲らなかった。
トレーラーを持ち上げる仕組みは、高圧の窒素ガスでピストンを地面に発射しその反動で車を浮き上がらせるというオーソドックスな手法を採用することになった。鋼製フレームに巨大な射出装置を取り付け、その周りにコンテナのパネルを被せた。
シカゴ市とラサールst.の地中にあるマンホールや地下室、埋設管などの位置を確認したところ、ピストンを発射出来る場所が2ヶ所に限られることが判明し、スタントドライバーが自ら発射スイッチを操作することになった。ゴッサム総合病院の撮影でも使われたブラッチズキャンディーの駐車場で2度のテストを行なったところ、トレーラーはまっすぐ立ち上がり進行方向にひっくり返ることがわかった。
撮影用に1983年型ピータービルト359を2台用意したが、何度もやり直しが出来ないので、7台のカメラ(IMAXが4台、Vista Visionが2台、35インチが1台)を回した。スタントは1回目で成功した。通常このようなカーアクションシーンは、複数台のカメラ(マルチカメラ)の映像を小刻みに繋いでスピード感や迫力を演出するものだが、そのような映像表現を好まないノーラン監督は最終的に2台のカメラ映像しか使っていない。またこのシーンの中で唯一、車体の下に飛び出したピストンをCGで消去している。

難易度の高いスタントを無事に撮り終え、トレーラーの残骸を平床トラックに載せたところで予期せぬ事態が発覚した。積荷が高すぎてループ(シカゴの環状高架鉄道)の高架下を通行出来ないと初めて気付いたのである。夜が明けるまでにシカゴの繁華街から残骸を撤収しなければならない。「バットマン ビギンズ」からの熟練スタッフの間で珍しくパニックが起きた。急きょ搬出できそうなルートを探し出すと、マディソンst.にかかる1ヶ所のみ、橋桁が改修され地上高が上げられていることがわかった。それでもクリアランスは数センチしかなく、数名のスタッフがトラックによじ登って突起物を叩いて低くし、事なきを得た。

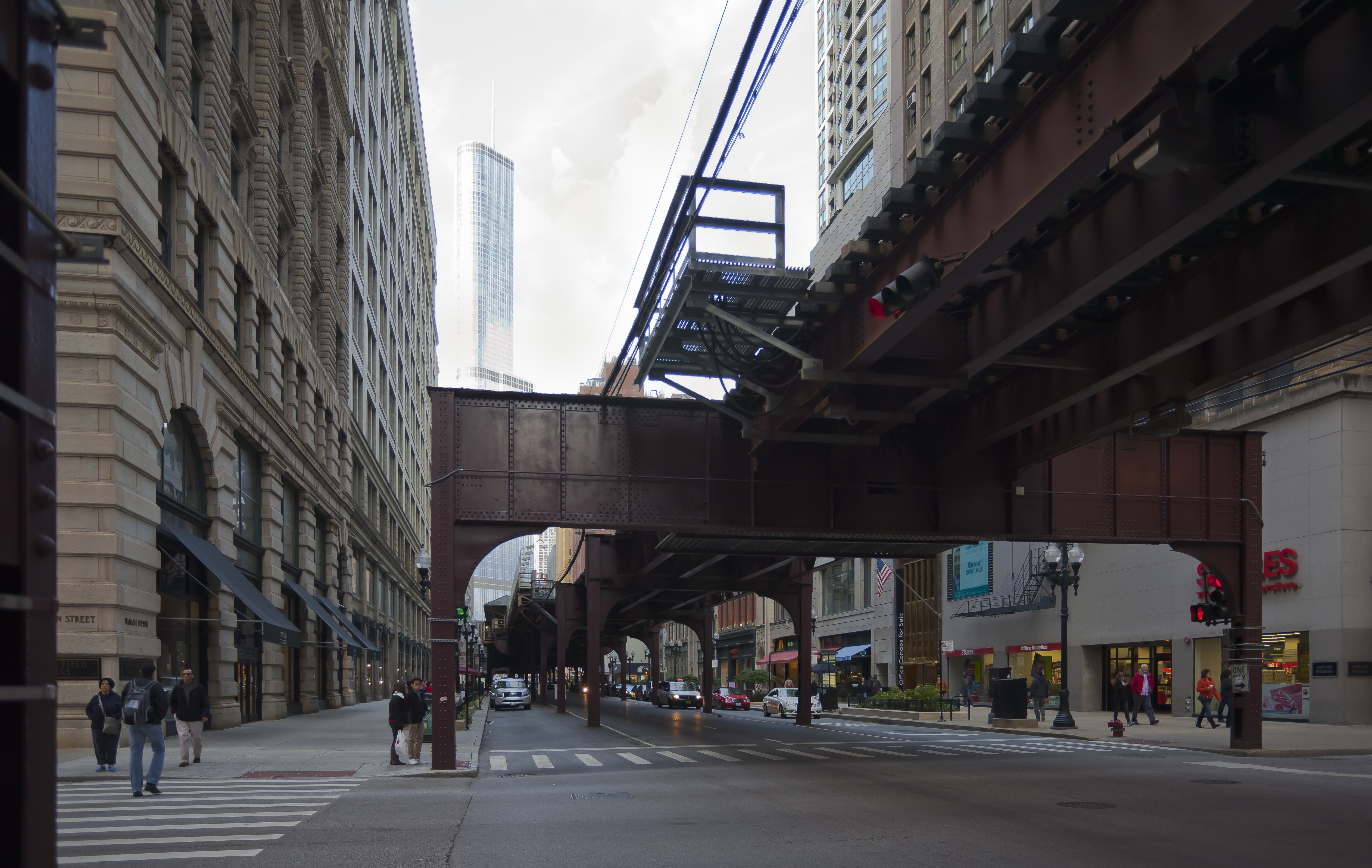
シカゴの高架鉄道「ループ」

#### バットポッド
バットモービルから分離するオートバイ型脱出ポッドのアイデアは「バットマン ビギンズ」のときに既にあったのだが映像化には至らなかった。
続編を製作するにあたりノーラン監督と美術デザイナーのネイサン・クロウリーは、続編に相応しい刺激的な乗り物を作ろうと一緒に近くのホームセンターやジャンクヤードで材料を調達し、1ヶ月をかけて原寸大模型を製作した。だが2人ともオートバイに乗った経験がなくその知識も乏しかったためクリス・コーボールド率いる美術スタッフは根本から設定し直す必要があった。
完全オリジナルのフレームを製作し、ホンダCRF450Rの450cc水冷単気筒エンジンを載せFRP製のカバーで覆った。劇中では両輪の車軸に電気モーターが内蔵されている設定なので、エンジン下部からチェーンを介してリアアームの中を通るシャフトを回し後輪に動力を伝達している。また排気管もフレーム内側に隠してある。走行音はテスラ・ロードスターから流用した。
サスペンションはフロントのみで、タイヤは前後ともスプリントカーレース用のフージャー製31インチタイヤを使用した。スタントドライバーのジャン＝ピエール・ゴイが試乗したところ、直進安定性は良いのだが曲がるとき車体が傾かないので、走行シーン用の車両は前輪のみ角を削ることになった。だが削る加減がわからず何本も穴を空けてしまった。
こうしてバットポッドが完成したが、剥き出しのタイヤにマントが巻き込まれるのではないかと懸念されたため、急きょ背中に収納するマントを考えた。だがゴイがマントを付けてテストをしたところ全く問題ないことがわかり、このバックパック型マントのアイデアは香港のビルの侵入シーンで使われることになった。
劇中の走行シーンはほとんどがジャン・ピエール＝ゴイの操縦である。また一部、アン・ハサウェイのスタントダブルをジョリーン・ヴァン・ヴュットが担当している。曲がるときは腕や体重移動ではなく肩の力で曲がるのだという。普通のバイクと感覚が違いすぎるため、ピエール＝ゴイは映画の撮影期間は普通のバイクは一切乗らなかった。
バットポッドは6台製作され、うち1台が2016年にオークションに出品され40万ドルで落札されている。

#### 死亡事故
カーチェイスのテスト中にベテランスタントドライバーのコンウェイ・ウィクリフ(41)が死亡した。
事故は2007年9月、ロンドン近郊チャーツィーにある旧軍事施設のキネティック・レーストラックで発生した。破壊用バットモービルとほぼ同じサイズと重量の古いアメリカ車をカタパルトで射出して空中で爆発させ、着地と同時に別の火薬に点火し横転させるという実験を行なった。その様子を日産のピックアップトラックが並走して撮影するのだが、ウィクリフはトラックの後部座席で撮影する係だった。3回目のテストのとき、トラックは道路から逸脱し時速32キロで樹木に衝突、窓から身を乗り出していたウィクリフは木と車に押し潰された。運転手は無事だった。
現場責任者のコーボールドが過失致死容疑で逮捕されたが、2週間の調査の末、シートベルト着用の義務を怠ったことによる事故と断定しコーボールドを釈放した。

## 地上波放送履歴
| 回数 | 放送日時       | 放送局     | 番組名                     | 放送時間     | 備考・吹替版 |
| ---- | -------------- | ---------- | -------------------------- | ------------ | ------------ |
| 1    | 2012年6月24日  | テレビ朝日 | 日曜洋画劇場               | 21:00〜23:24 | テレビ朝日版 |
| 2    | 2016年11月19日 | フジテレビ | ミッドナイトアートシアター | 2:50〜4:50   | 字幕版       |
| 3    | 2019年9月28日  | フジテレビ | 土曜プレミアム             | 21:00〜23:30 | テレビ朝日版 |

## ガジェット
本作より初登場した物を挙げる。
バットスーツ
チタンを編み込んだケブラーのトライウィーブとケブラー板で出来た新しいバットスーツ。
動きを阻害しないためにプレートを分割したため防刃・防弾効果は以前に比べ低下しているが、軽量化により敏捷性が高まった。頭部のマスクは首が回せるようになり、携帯電話から発信される信号を高周波ジェネレーター経由でリアルタイムで映像に変換して映すレンズが内蔵されている。
前腕部防具の籠手に備えられた刃は、三枚刃から六枚刃に増設され、手裏剣のように回転させながら射出できる。
スティッキーボム・ガン
粘着する小型爆弾スティッキーボムを撃ち出す。スティッキーボム・ガンはベルトの背部に分割して装着出来る。
ニューマチックマングラー
腕力補助強化装置。銃の銃身を片手で捻じ曲げた。
バットポッド
タンブラーの前輪部分をベースに分離変形するオートバイ型脱出用ユニット。エンジンをタイヤに内蔵しており、車軸ごと回転して真横へスライドするなど通常のオートバイには不可能な機動を行える。
全長3.8m、前輪部分には80mmブラスト砲、マシンガン、ワイヤー付きロケットアンカーなどを備える。

## 作品解説
監督のノーランはマイケル・マン監督作『ヒート』を参考にしたと語っている。また、『ヒート』で重要な役を演じたウィリアム・フィクナーがカメオ出演している。ウィリアム・フィクナーは当初ハービー・デント / トゥーフェイスを演じることになっていた。
特殊効果（フィジカル・エフェクト）を指揮したのはクリス・コーボールド。80年代から007シリーズでも知られる特技監督。

### IMAX
152分の映画のうち、約30分のシーンがIMAXカメラで撮影された。これは劇映画では初の使用となる。そのためIMAXシアターで公開されたバージョンではシーンによって画面アスペクト比が異なり、通常のシネマスコープサイズに加えて正方形に近いIMAXフォーマットの映像が混在する形で上映された。
Blu-ray Discソフトではシネマスコープサイズと16:9の映像が混在して収録されており、IMAX撮影のシーンは16:9に切り替わる。DVD版では通常の劇場公開版と同様となり、全編シネマスコープサイズに統一されている（IMAX撮影シーンは上下がマスクされ、アスペクト比は変化しない）。

## 興行収入
アメリカでは2008年7月18日に4366館で公開された。『スパイダーマン3』のオープニング興収を越え、1億5830万ドル（約169億円）で初登場1位を記録。また、『パイレーツ・オブ・カリビアン/デッドマンズ・チェスト』の公開16日目で3億ドル突破の記録を公開10日間で破り、『シュレック2』の公開43日で4億ドル突破を18日目で更新した。
その後も興行収入ランキング上位を保ち、6週間で5億ドルを突破。最終的に、全米での興行収入は5億3334万ドルを記録し、公開時は『タイタニック』に次ぐ、全米興行収入歴代2位を記録した。
日本では2008年8月2日、3日に先行上映を行った後、8月9日から本公開された。週末動員数ランキングでは『崖の上のポニョ』に次いで初登場2位。最終的な興行収入は16億円を記録した。
世界興行収入は最終的に10億192万ドルとなり、公開当時は『タイタニック』、『ロード・オブ・ザ・リング/王の帰還』、『パイレーツ・オブ・カリビアン/デッドマンズ・チェスト』に次ぐ歴代4位を記録した。

## 評価
レビューサイトのIMDbでは2025年5月27日時点で300万件以上の評価があり、レーティングは9.0で、投票頻度が一定以上のユーザーのみを集計するTop 250 Moviesでは3位となっている。
批評家からも絶賛されている。映画批評サイトのRotten Tomatoesは、324件のレビューに基づいて94％の高い支持率を示し、評価の平均点は10点満点中8.6点である。また批評家の総意を「ダークで複雑で忘れられないダークナイトは、エンターテインメントのコミック映画というだけでなく、スリリングなクライムサーガ（犯罪物語）として成功した」としている。
Metacriticには39件のレビューがあり、加重平均値は82/100となっている。
著名な批評家のロジャー・イーバートは、4つ星満点中最高の4つ星をつけた。イーバートは「"バットマン"はもはや漫画本ではない。クリストファー・ノーランの"ダークナイト"は、その起源を越えて飛躍し、夢中になれる悲惨な内容の映画です」としている。またジョーカーについて「"ダークナイト"は、善悪の単純な物語ではありません。ジョーカーは悪役以上の人物で、彼は敵対者の道徳的ジレンマを引き起こす魔法のように設計されたメフィストフェレスです」としている。また、ヒース・レジャーについて「映画のキーパーソンは、亡きヒース・レジャー演じるジョーカーです。彼はピーター・フィンチ以来の最初の死後のオスカーの勝者になるだろうか？ 」と語っている。
上述の通り、第81回アカデミー賞において2部門を受賞したが、観客・批評家双方からの評価が高かった本作が作品賞にノミネートされなかったことは大きな批判を集めた。そのことが、翌年からの作品部門の候補枠をそれまでの5作品から最大10作品まで拡大することにつながった。

## 受賞
- スクリーム賞：作品賞、スーパーヒーロー賞、ファンタジー男優賞、悪役賞、助演賞、監督賞
- クリティクス・チョイス・アワード：助演男優賞、アクション映画賞
- ピープルズ・チョイス・アワード：作品賞、アクション映画賞、キャスト賞、スーパー・ヒーロー賞
- オースティン映画批評家協会賞：作品賞、監督賞、助演男優賞、脚本賞、作曲賞
- セントラル・オハイオ映画批評家協会賞：助演男優賞、アンサンブル演技賞、撮影賞
- シカゴ映画批評家協会賞：助演男優賞、撮影賞
- デトロイト映画批評家協会賞：助演男優賞
- ダラス・フォートワース映画批評家協会賞：助演男優賞、撮影賞
- フロリダ映画批評家協会賞：助演男優賞、撮影賞
- ヒューストン映画批評家協会賞：助演男優賞
- カンザスシティ映画批評家協会賞：助演男優賞
- オンライン映画批評家協会賞：監督賞、助演男優賞、撮影賞
- フェニックス映画批評家協会賞：助演男優賞、プロダクションデザイン賞、スタント賞
- ロサンゼルス映画批評家協会賞：助演男優賞
- サンディエゴ映画批評家協会賞：助演男優賞
- サンフランシスコ映画批評家協会賞：助演男優賞、撮影賞
- サウスイースタン映画批評家協会賞：助演男優賞
- セント・ルイス映画批評家協会賞：助演男優賞
- トロント映画協会賞：助演男優賞
- ユタ映画批評家協会賞：作品賞、助演男優賞
- ワシントンD.C.映画批評家協会賞：助演男優賞
- 第66回ゴールデングローブ賞：助演男優賞
- 全米映画俳優組合賞：助演男優賞、スタント・アンサンブル賞
- 英国アカデミー賞：助演男優賞
- 全米美術監督組合賞：美術賞（ファンタジー映画部門）
- 全米衣装デザイナー組合賞：衣装デザイン賞（ファンタジー映画部門）
- 第32回日本アカデミー賞:外国作品賞
- 第81回アカデミー賞:助演男優賞、音響編集賞
- 映画館大賞「映画館スタッフが選ぶ、2008年に最もスクリーンで輝いた映画」第1位
- 第35回サターン賞:アクション/アドベンチャー/スリラー映画賞、助演男優賞、脚本賞、音楽賞、特殊効果賞